# Ifnidius
Ifnidius es un género de insectos coleópteros terrestres endémico de Macaronesia, con presencia en Canarias, Islas Salvajes, Cabo Verde y Sidi Ifni, de donde recibe su nombre, pues fue allí donde se recolectó el primer ejemplar del género. Son especies que habitan en terrenos de lavas recientes en escala geológica, en los que el medio aporta poca o nula alimentación, y son halófilas, capaces de soportar medios salinos cercanos al mar. Presentan alas cortas o atrofiadas o son incluso especies ápteras.
Se conocen seis especies:
- Ifnidius atlanticus Evers, 1981: en Salvaje Pequeña (Islas Salvajes)
- Ifnidius faicani García & López, 2014: en  Gran Canaria
- Ifnidius govantesi García & Oromí, 2014: en  Fuerteventura
- Ifnidius microphthalmus Escalera, 1940: en Sidi Ifni
- Ifnidius milleri (Wollaston, 1867): en Cabo Verde
- Ifnidius petricola Plata, 1987: en  Lanzarote, Alegranza y Montaña Clara